# Walther Lucht
Walther Lucht, nemški general, * 26. februar 1882, † 18. marec 1949.